# Domingos Sertório
Domingos Sertório (São Paulo, 22 de maio de 1824 – São Paulo, 10 de janeiro de 1910) foi vereador na cidade de São Paulo.

## Biografia
Domingos Sertório era filho do italiano Giovanni Sartorio ("João Sertório") e de Joaquina Justiniana de Albertim. Um dos seus irmãos também foi da Guarda Nacional, o coronel Joaquim Sertório cuja coleção particular foi o primeiro núcleo de acervo do Museu Paulista da Universidade de São Paulo, conhecido também como Museu do Ipiranga.
Em 1871 o major Sertório foi o primeiro administrador da Casa dos Expostos que veio a se tornar a FEBEM e depois a Fundação CASA.
Em sessões camarárias de 1881, o vereador Major Domingos Sertório propôs normas para regulamentação de cortiços. Em 1887 foi vice-presidente da Câmara Municipal de São Paulo.
Em 20 de novembro de 1889, cinco dias após a Proclamação da República, presidiu a seção ordinária de revisão dos nomes de logradouros cujos nomes remetiam a valores e figuras monárquicos. Nessa seção, foram modificados nomes de logragradouros como:
- "Rua do Imperador" para “rua Marechal Deodoro”
- "Rua da Imperatriz" para “rua Quinze de Novembro”
- "Rua da Princesa" para “rua Benjamim Constant”
- "Rua Conde d'Eu" para “rua do Glicério”
- "Rua do Príncipe" para “rua Quintino Bocaiúva”
- "Rua de São José" para “rua Libero Badaró”
- "Rua do Comércio da Luz" para “Avenida Tiradentes”
- "Largo Sete de abril" para “Praça da República”

Além de vereador, Sertório era um empresário conhecido em São Paulo. Em 1879, figurava como acionista da Companhia Cantareira & Esgotos. Nos anos 1880, Sertório foi um dos fundadores e principais acionistas do Banco da Lavoura. Em 1890, já coronel, Sertório, juntamente com Rodrigo Pereira Barreto e outros, recebe do marechal Manuel Deodoro da Fonseca autorização para o estabelecimento da Companhia Leiteira Paulista. Neste mesmo ano foi diretor da Cia. Economizadora de Gás.